# Służebność przesyłu
Służebność przesyłu – ograniczone prawo rzeczowe należące do służebności, którego przedmiotem jest korzystanie z urządzeń służących do przesyłu energii, substancji itp.

## W prawie polskim
W polskim systemie prawa zostało unormowane w art 3051-3054 Kodeksu cywilnego. Pojęcie służebności przesyłu zostało wprowadzone do polskiego prawodawstwa z dniem 3 sierpnia 2008 r. art 1 pkt 2 ustawy z 30 maja 2008 r. (Dz.U. z 2008 r. nr 116, poz. 731) zmieniającej ustawę kodeks cywilny. Jest to prawo polegające na obciążeniu nieruchomości na rzecz przedsiębiorcy, który zamierza wybudować lub którego własność stanowią urządzenia, o których mowa w art. 49 § 1, prawem polegającym na tym, że przedsiębiorca może korzystać w oznaczonym zakresie z nieruchomości obciążonej, zgodnie z przeznaczeniem tych urządzeń.
Do służebności przesyłu stosuje się odpowiednio przepisy o służebnościach gruntowych.

### Powstanie służebności przesyłu
Służebność przesyłu może powstać w drodze umowy pomiędzy właścicielem nieruchomości a właścicielem sieci władnącej, z mocy orzeczenia sądowego lub też na skutek zasiedzenia. Jeżeli właściciel nieruchomości odmawia zawarcia umowy o ustanowienie służebności przesyłu, a jest ona konieczna dla właściwego korzystania z urządzeń, o których mowa w art. 49 § 1, przedsiębiorca może żądać jej ustanowienia za odpowiednim wynagrodzeniem.
Jeżeli przedsiębiorca odmawia zawarcia umowy o ustanowienie służebności przesyłu, a jest ona konieczna do korzystania z urządzeń, o których mowa w art. 49 § 1, właściciel nieruchomości może żądać odpowiedniego wynagrodzenia w zamian za ustanowienie służebności przesyłu.

### Wygaśnięcie służebności przesyłu
Służebność przesyłu wygasa najpóźniej wraz z zakończeniem likwidacji przedsiębiorstwa. Po wygaśnięciu służebności przesyłu na przedsiębiorcy ciąży obowiązek usunięcia urządzeń, o których mowa w art. 49 § 1, utrudniających korzystanie z nieruchomości. Jeżeli powodowałoby to nadmierne trudności lub koszty, przedsiębiorca jest obowiązany do naprawienia wynikłej stąd szkody.

### Umowa służebności przesyłu
Obecnie przedsiębiorca przesyłowy nie chcąc narazić się na roszczenie odszkodowawcze właściciela gruntu z tytułu bezumownego korzystania z nieruchomości (w przypadku istniejącej instalacji), jak i uregulować na przyszłość kwestie korzystania z nieruchomości (w przypadku planowanej instalacji) powinien zawrzeć z właścicielem umowę o ustanowienie służebności przesyłu urządzeń, które obciążają lub mają ”obciążać” konkretną nieruchomość. Z uwagi na fakt, iż oświadczenie woli osoby ustanawiającej służebność przesyłu wymaga dla swojej ważności formy aktu notarialnego (art. 245 § 2 kc) umowę taką należy sporządzić przed notariuszem. Powinna ona zawierać w szczególności zakres i sposób korzystania z nieruchomości (treść służebności), a także określać ewentualne wynagrodzenie z tego tytułu.